# Loch Morar
Loch Morar (skotskou gaelštinou Loch Mhòrair) je jezero ve správní oblasti Highland na západním pobřeží Skotska. Je páté největší ve Skotsku a nejhlubší nejen ve Skotsku, ale i na Britských ostrovech. Mimoto je možné, že je pod zemí skrze labyrinty spojené s jezerem Loch Ness. Jezero je ledovcového původu. Má rozlohu 26,7 km². Je dlouhé 19 km. Dosahuje maximální hloubky 310 m. Jezero leží v nadmořské výšce 10 m.

## Ostrovy
Leží na něm 5 větších ostrovů.

## Vodní režim
Odtok z jezera zajišťuje krátká řeka Morar u města Morar do zálivu Sound of Sleat.

## Příšera
Podobně jako u jezera Loch Ness má i jezero Loch Morar svou jezerní příšeru. Jmenuje se Mhorag. Její existence nebyla dosud vědecky prokázána.